# Kate Burridge
Kathryn „Kate” Burridge (ur. 1957) – australjska językoznawczyni, germanistka.
Kształciła się w zakresie lingwistyki i języka niemieckiego na Uniwersytecie Australii Zachodniej. Odbyła także trzyletnie studia podyplomowe na Uniwersytecie Londyńskim. W 1983 uzyskała doktorat. Obecnie (2020) jest zatrudniona na Uniwersytecie Monasha. Jest także członkinią Australijskiej Akademii Nauk Humanistycznych.
Jej dorobek obejmuje ponad 25 książek (autorskich bądź objętych redakcją) oraz 100 artykułów i rozdziałów książkowych na temat rozmaitych aspektów językowych. Jest regularną prezenterką lingwistyczną w audycjach radiowych. Wygłosiła przemówienie TED pt. Telling it like it isn’t.

## Wybrana twórczość
- A Localized Study of Pennsylvania German Dialect in Waterloo County, Ontario (1989)
- Syntactic Change in Germanic (1993)
- Blooming English: Observations on the roots, cultivation and hybrids of the English Language (2004)
- Weeds in the Garden of Words: further observations on the tangled history of the English language (2005)